# Ye Ruyi
Dans ce nom chinois, le nom de famille, Ye, précède le nom personnel Ruyi.
Ye Ruyi (en chinois : 叶如意), né le 26 mai 1987, est un escrimeur handisport chinois combattant au fleuret et au sabre dans la catégorie A, regroupant les tireurs handicapés capables de maintenir l'équilibre du tronc.
Ye se révèle aux Jeux paralympiques d'été de 2008, à Pékin, remportant l'or au fleuret et au sabre. Quatre ans plus tard, aux Jeux de Londres, il récolte deux nouvelles médailles d'or en conservant son titre au fleuret et dans la même arme, par équipes.
Durant les Jeux paralympiques d'été de 2016 de Rio de Janeiro, il se signale de nouveau en gagnant l'épreuve du fleuret individuel pour la troisième fois consécutive.

## Palmarès
- Jeux paralympiques
  -  Médaille d'or aux Jeux paralympiques de 2008  à Pékin (fleuret)
  -  Médaille d'or aux Jeux paralympiques de 2008 à Pékin (sabre)
  -  Médaille d'or aux Jeux paralympiques de 2012 à Londres (fleuret)
  -  Médaille d'or aux Jeux paralympiques de 2012 à Londres (fleuret par équipe)
  -  Médaille d'or aux Jeux paralympiques de 2016 à Rio de Janeiro (fleuret)